# Старо-Айдирлінський кар'єр
Старо-Айдирлінський кар'єр – колишнє гірничодобувне підприємство у Оренбурзькій області Росії.
Айдирлинське нікелеве родовище почали розробляти у 1943-му для забезпечення додатковою сировиною Південно-Уральського нікелевого комбінату, якому на тлі радянсько-германської війни не вистачало продукції Аккерманівського та Айдарбацького рудників.
Видобуток нікелевих руд на Айдирлинському родовищі припинили в 1960-х роках.
Нікелевий кар’єр відомий як Старо-Айдирлинський, оскільки пізніше в околицях Айдирли також з’явився кар’єр для видобутку золотовмісної руди.